# Fórmula de Chowla-Selberg
En matemàtiques, la fórmula Chowla-Selberg expressa períodes d'algunes corbes el·líptiques (multiplicació complexa), com l'equació {\displaystyle y^{2}=x^{3}-x} o {\displaystyle y^{2}=x^{3}-1}, com el producte dels valors de la funció gamma a valors racionals en termes de valors de la funció eta de Dedekind a nombres irracionals quadràtics imaginaris.
El resultat va ser trobat essencialment per Lerch (1897), i per Chowla i Selberg (1949, 1967).

## Definició
La demostració apareix de la teoria de funcions-L; més precisament, la fórmula resultant de dues formes d'avaluar la suma
utilitzant la fórmula de Lerch per avaluar les funcions L de Dirichlet en s = 0 i la llei de reciprocitat quadràtica de Gauss per a factoritzar una funció L com el producte de dues funcions L de Dirichlet. Aquí χ és el símbol de Jacobi mòdul D, on D és el discriminant de l'anell dels enters d'un camp quadràtic imaginari. La suma és superior a 0 <r <D, amb l'habitual convenció χ (r) = 0 si r i D tenen un factor comú.
En forma logarítmica, la fórmula Chowla-Selberg assenyala que en certs casos la suma
{\displaystyle {\frac {w}{4}}\sum _{r}\chi (r)\log \Gamma \left({\frac {r}{D}}\right)={\frac {h}{2}}\log(4\pi {\sqrt {|D|}})+\sum _{\tau }\log \left({\sqrt {\Im (\tau )}}|\eta (\tau )|^{2}\right)}
pot avaluar-se utilitzant la fórmula límit de Kronecker. Aquí χ és el símbol residu quadràtic mòdul D, on -D és el discriminant d'un camp quadràtic imaginari. La suma s'estén entre 0 <r <D, amb l'habitual convenció χ(r) = 0 si r i D tenen un factor comú. La funció η és la funció eta de Dedekind i h és el nombre de classe, i w és el nombre d'arrels de la unitat.

## Origen i aplicacions
L'origen d'aquestes fórmules es veu actualment que és en la teoria de la multiplicació complexa, i en particular en la teoria dels períodes d'una varietat abeliana de tipus CM. Això ha portat a molta investigació i generalització. En particular, hi ha un anàleg de la fórmula Chowla-Selberg dels nombres p-àdics, que implica una funció gamma p-àdica anomenada fórmula de Gross-Koblitz.
La fórmula Chowla-Selberg dona una fórmula per a un producte finit de valors de les funcions eta. En combinar això amb la teoria de la multiplicació complexa, es pot donar una fórmula per als valors absoluts individuals de la funció eta, com
{\displaystyle \Im (\tau )|\eta (\tau )|^{4}={\frac {\alpha }{4\pi {\sqrt {|D|}}}}\prod _{r}\Gamma (r/|D|)^{\chi (r){\frac {w}{2h}}}}
per a algun nombre algebraic α.

## Exemples
Utilitzant la fórmula de reflexió per a la funció gamma dona:
- {\displaystyle \eta (i)=2^{-1}\pi ^{-3/4}\Gamma ({\tfrac {1}{4}})}